# Saturnia hedvicae
Saturnia hedvicae är en fjärilsart som beskrevs av Castek. 1921. Saturnia hedvicae ingår i släktet Saturnia och familjen påfågelsspinnare. Inga underarter finns listade.